# Liga Premier de Afganistán 2015
La Liga Premier de Afganistán 2015 (por motivos de patrocinio llamada Roshan Afghan Premier League) es la cuarta edición del torneo desde la suspensión de la Liga de la Ciudad de Kabul, disputada por ocho equipos del 27 de agosto de 2015 hasta el 2 de octubre de 2015. Finalizó campeón el club De Spin Ghar Bazan.

## Sistema de campeonato
Se disputó una temporada regular de tres fechas distribuidos los ocho clubes en dos grupos de cuatro equipos cada uno, los dos equipos con mayor puntaje en cada grupo clasificaron a la fase de semifinales, enfrentándose en doble partido para definir los finalistas del torneo, entre los dos perdedores de la fase anterior se disputó un partido único para definir tercer y cuarto lugar del torneo. El campeón se definió en un solo partido entre los ganadores de cada llave en la fase de semifinales.

## Equipos participantes
| Club                  | Locación | Grupo   |
| --------------------- | -------- | ------- |
| De Spin Ghar Bazan FC | Este     | Grupo A |
| Mawjhai Amu FC        | Noreste  | Grupo A |
| Simorgh Alborz FC     | Norte    | Grupo B |
| Toofaan Harirood FC   | Oeste    | Grupo B |
| De Abasin Sape FC     | Sureste  | Grupo A |
| De Maiwand Atalan FC  | Suroeste | Grupo B |
| Oqaban Hindukush FC   | Centro   | Grupo A |
| Shaheen Asmayee FC    | Kabul    | Grupo B |

## Temporada regular
Disputada del 27 de agosto de 2015 hasta el 18 de septiembre de 2015.

### Grupo A
| Pos. | Equipo             | PJ | PG | PE | PP | GF | GC | Dif. | Pts. |
| 1°   | De Spin Ghar Bazan | 3  | 2  | 1  | 0  | 7  | 3  | +4   | 7    |
| 2°   | Mawjhai Amu        | 3  | 1  | 1  | 1  | 3  | 3  | 0    | 4    |
| 3°   | Oqaban Hindukush   | 3  | 1  | 1  | 1  | 2  | 3  | -1   | 4    |
| 4°   | De Abasin Sape     | 3  | 0  | 1  | 2  | 2  | 5  | -3   | 1    |

| Fecha 1            | Fecha 1   | Fecha 1        | Fecha 1                | Fecha 1         | Fecha 1 |
| Local              | Resultado | Visitante      | Estadio                | Fecha           | Hora    |
| ------------------ | --------- | -------------- | ---------------------- | --------------- | ------- |
| Oqaban Hindukush   | 1-1       | De Abasin Sape | Nacional de Afganistán | 28 de agosto    | 16:30   |
| De Spin Ghar Bazan | 2-2       | Mawjhai Amu    | Nacional de Afganistán | 2 de septiembre | 16:30   |

| Fecha 2            | Fecha 2   | Fecha 2        | Fecha 2                | Fecha 2          | Fecha 2 |
| Local              | Resultado | Visitante      | Estadio                | Fecha            | Hora    |
| ------------------ | --------- | -------------- | ---------------------- | ---------------- | ------- |
| Oqaban Hindukush   | 1-0       | Mawjhai Amu    | Nacional de Afganistán | 4 de septiembre  | 16:30   |
| De Spin Ghar Bazan | 3-1       | De Abasin Sape | Nacional de Afganistán | 10 de septiembre | 16:30   |

| Fecha 3          | Fecha 3   | Fecha 3            | Fecha 3                | Fecha 3          | Fecha 3 |
| Local            | Resultado | Visitante          | Estadio                | Fecha            | Hora    |
| ---------------- | --------- | ------------------ | ---------------------- | ---------------- | ------- |
| Oqaban Hindukush | 0-2       | De Spin Ghar Bazan | Nacional de Afganistán | 16 de septiembre | 16:30   |
| Mawjhai Amu      | 1-0       | De Abasin Sape     | Nacional de Afganistán | 18 de septiembre | 16:30   |

### Grupo B
| Pos. | Equipo            | PJ | PG | PE | PP | GF | GC | Dif. | Pts. |
| 1°   | Shaheen Asmayee   | 3  | 2  | 0  | 1  | 5  | 3  | +2   | 6    |
| 2°   | De Maiwand Atalan | 3  | 1  | 1  | 1  | 4  | 4  | 0    | 4    |
| 3°   | Toofaan Harirood  | 3  | 1  | 1  | 1  | 5  | 7  | -2   | 4    |
| 4°   | Simorgh Alborz    | 3  | 1  | 0  | 2  | 6  | 6  | 0    | 3    |

| Fecha 1          | Fecha 1   | Fecha 1           | Fecha 1                | Fecha 1      | Fecha 1 |
| Local            | Resultado | Visitante         | Estadio                | Fecha        | Hora    |
| ---------------- | --------- | ----------------- | ---------------------- | ------------ | ------- |
| Shaheen Asmayee  | 1-3       | Simorgh Alborz    | Nacional de Afganistán | 27 de agosto | 16:30   |
| Toofaan Harirood | 2-2       | De Maiwand Atalan | Nacional de Afganistán | 29 de agosto | 16:30   |

| Fecha 2           | Fecha 2   | Fecha 2          | Fecha 2                | Fecha 2         | Fecha 2 |
| Local             | Resultado | Visitante        | Estadio                | Fecha           | Hora    |
| ----------------- | --------- | ---------------- | ---------------------- | --------------- | ------- |
| Shaheen Asmayee   | 3-0       | Toofaan Harirood | Nacional de Afganistán | 3 de septiembre | 16:30   |
| De Maiwand Atalan | 2-1       | Simorgh Alborz   | Nacional de Afganistán | 9 de septiembre | 16:30   |

| Fecha 3          | Fecha 3   | Fecha 3           | Fecha 3                | Fecha 3          | Fecha 3 |
| Local            | Resultado | Visitante         | Estadio                | Fecha            | Hora    |
| ---------------- | --------- | ----------------- | ---------------------- | ---------------- | ------- |
| Shaheen Asmayee  | 1-0       | De Maiwand Atalan | Nacional de Afganistán | 11 de septiembre | 16:30   |
| Toofaan Harirood | 3-2       | Simorgh Alborz    | Nacional de Afganistán | 17 de septiembre | 16:30   |

## Semifinales
Disputada desde el 26 al 29 de septiembre.
| 26 de septiembre de 2015 | De Spin Ghar Bazan | 0-1     | De Maiwand | Estadio Nacional de Afganistán, Kabul |  |
| 13:00                    |                    | Reporte |            |                                       |  |

| 28 de septiembre de 2015 | Shaheen Asmayee | 3-2 (2-4 p.) | Mawjhal Amu | Estadio Nacional de Afganistán, Kabul |  |
| 12:30                    |                 | Reporte      |             |                                       |  |

| 27 de septiembre de 2015 | Shaheen Asmayee | 3-2     | Mawjhal Amu | Estadio Nacional de Afganistán, Kabul |  |
| 13:00                    |                 | Reporte |             |                                       |  |

| 29 de septiembre de 2015 | Mawjhal Amu | 1-1     | Shaheen Asmayee | Estadio Nacional de Afganistán, Kabul |  |
| 12:30                    |             | Reporte |                 |                                       |  |

## Tercer lugar
| 1 de octubre de 2015 | De Maiwand Ataland | 5-1     | Mawjhal Amu | Estadio Nacional de Afganistán, Kabul |  |
| 12:30                |                    | Reporte |             |                                       |  |

## Final
| 2 de octubre de 2015 | Shaheen Asmayee | 0-0     | De Spin Ghar Bazan | Estadio Nacional de Afganistán, Kabul |  |
| 12:30                |                 | Reporte |                    |                                       |  |

|                                        |
|                                        |
| Campeón De Spin Ghar Bazan 1.er título |